# Joško Joras
Joško Joras (Maribor, 14 settembre 1950) è un politico sloveno.
È stato consigliere del comune di Pirano tra il 1998 e il 2002, mentre nel 2004 è stato candidato nelle liste del Partito Popolare Sloveno (Slovenska ljudska stranka o SLS).
Joško Joras è il proprietario di una casa sulla riva sinistra del fiume Dragogna tra la frazione di Molini (Mlini) e quella di Scrile (Škrile) attualmente amministrate dal comune croato di Buie ma rivendicate dalla Slovenia, in quanto accatastate al tempo della Jugoslavia nell'insediamento di Sicciole (Sečovlje) del comune di Pirano .
Fin dalla dissoluzione della Jugoslavia, tale striscia di terreno, e soprattutto la linea di divisione politica del Golfo di Pirano, sono state oggetto di accese polemiche tra i due Stati, con periodiche manifestazioni di nazionalisti, tra cui lo stesso Joras, molto noto a livello mediatico. .
Il 28 aprile 2008 un centinaio di militanti del movimento 25 giugno, guidato da Marjan Podobnik, esponente del Partito Popolare Sloveno (SLS), ex vice-premier sloveno e fratello dell'ex ministro dell'Ambiente, assieme a un gruppo di skinhead e di “hervardi” (i giovani dell'estrema destra che sognano la “grande Slovenia” entro i confini dell'antica Carantania), hanno bloccato il valico confinario di Sicciole per parecchie ore. .

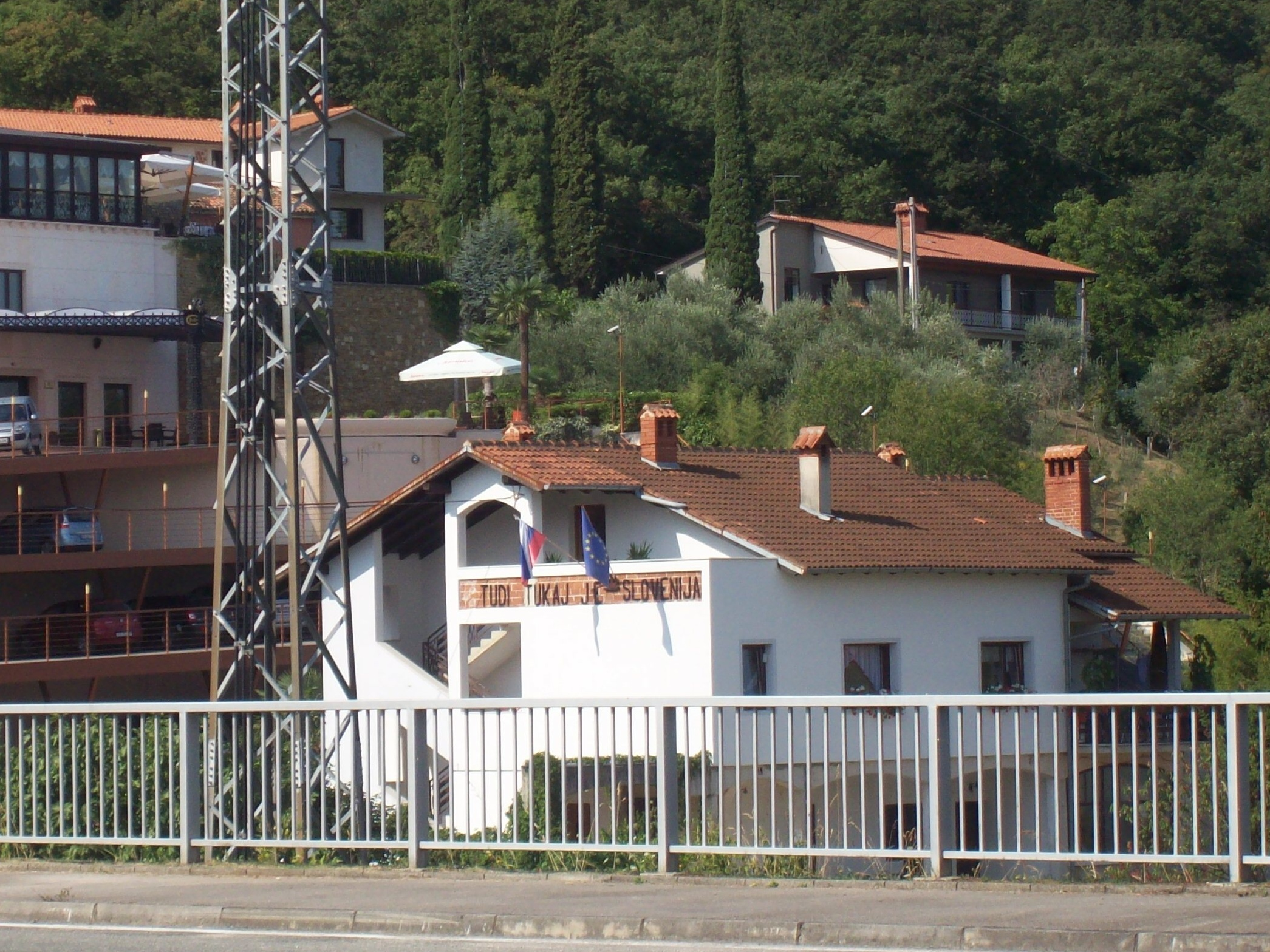
La casa di Joško Joras sulla sponda sud della Dragogna rivendicata dalla Slovenia.